# Aéroport d'Addis-Abeba Bishoftu
L'aéroport d'Addis-Abeba Bishoftu, situé à 39 km d'Addis-Abeba, est le second de la capitale éthiopienne. Il est en travaux et a été lancé par Ethiopian Airlines, la compagnie d'État.

## Projet et perspectives
L'aéroport d'Addis-Abeba Bole se révèle trop petit pour la compagnie nationale Ethiopian Airlines, qui ambitionne donc d'en construire un autre, à l'extérieur de la ville. Pour un accueil possible de 100 millions de passagers.

## Particularité
L'aéroport va se situer à plus de 1 900 m d'altitude, soit 400 m de moins que l'autre aéroport d'Addis-Abeba. Cela aura une incidence, puisqu'avec l'altitude, les réservoirs en kérosène ne peuvent pas être remplis entièrement. À l'heure actuelle cela impose aux vols transatlantiques de faire une halte sur le trajet. À l'ouverture du nouvel aéroport, les économies de carburant seront donc substantielles.

## Chiffres
Le coût des travaux est évalué à plus de 5 milliards d'euros.
La superficie sera de 35 km2.
Les travaux doivent commencer en 2020.

## Concurrence et positionnement
Pour l'Éthiopie, il s'agit de trouver sa place entre les aéroports et compagnies du Golfe (Etihad à Abou Dhabi, Emirates à Dubaï, Qatar Airways à Doha) et de Turquie (Turkish Airlines à Istanbul). Elle veut elle aussi son méga hub et un gigantesque connecteur au monde.